# Castalia martensi
Castalia martensi е вид мида от семейство Hyriidae. Видът е уязвим и сериозно застрашен от изчезване.

## Разпространение
Разпространен е в Бразилия.